# Tajug (Karangmoncol)
Tajug is een bestuurslaag in het regentschap Purbalingga van de provincie Midden-Java, Indonesië. Tajug telt 3059 inwoners (volkstelling 2010).